# Doris (zoologia)
Doris è un genere di molluschi nudibranchi della famiglia Dorididae.

## Etimologia
Il nome deriva da Dôris, una delle Oceanine figlia di Oceano e Teti, moglie di Nereo e madre delle Nereidi.

## Tassonomia
Comprende le seguenti specie:
- Doris acerico Ortea & Espinosa, 2017
- Doris alboranica Bouchet, 1977
- Doris ananas S. Lima, Tibiriçá & Simone, 2016
- Doris atypica (Eliot, 1906)
- Doris beringiensis (Martynov, Sanamyan & Korshunova, 2015)
- Doris bertheloti (d'Orbigny, 1839)
- Doris bicolor (Bergh, 1884)
- Doris bovena Er. Marcus, 1955
- Doris caeca (Valdés, 2001)
- Doris cameroni (Allan, 1947)
- Doris capensis (Bergh, 1907)
- Doris chrysoderma Angas, 1864
- Doris claurina (Er. Marcus, 1959)
- Doris elegans Quoy & Gaimard, 1832
- Doris falklandica (Eliot, 1907)
- Doris fontainii d'Orbigny, 1837
- Doris fretterae T. E. Thompson, 1980
- Doris fulva (Eliot, 1907)
- Doris hayeki Ortea, 1998
- Doris ilo (Er. Marcus, 1955)
- Doris immonda Risbec, 1928
- Doris januarii (Bergh, 1878)
- Doris juanformelli Ortea & Espinosa, 2017
- Doris kerguelenensis (Bergh, 1884)
- Doris kpone Edmunds, 2013
- Doris kyolis (Ev. Marcus & Er. Marcus, 1967)
- Doris laboutei (Valdés, 2001)
- Doris leoparda Kelaart, 1858
- Doris magnotuberculata (Martynov, Sanamyan & Korshunova, 2015)
- Doris marmorata Risso, 1818
- Doris minuta Edmunds, 2013
- Doris montereyensis J. G. Cooper, 1863
- Doris morenoi Ortea, 1989
- Doris nanula (Bergh, 1904)
- Doris nobilis Odhner, 1907
- Doris nucleola Pease, 1860
- Doris ocelligera (Bergh, 1881)
- Doris odhneri MacFarland, 1966
- Doris olivacea Verrill, 1900
- Doris parrae Ortea, 2017
- Doris pickensi Marcus & Marcus, 1967
- Doris pseudoargus Rapp, 1827
- Doris pseudoverrucosa (Ihering, 1886)
- Doris scripta (Bergh, 1907)
- Doris sticta (Iredale & O'Donoghue, 1923)
- Doris sugashimae (Baba, 1998)
- Doris tricolor (Baba, 1938)
- Doris verrucosa Linnaeus, 1758
- Doris violacea (Bergh, 1904)
- Doris viridis (Pease, 1861)
- Doris wellingtonensis Abraham, 1877

### Sinonimi
- Doris affinis Gmelin, 1791; sinonimo di Flabellina affinis (Gmelin, 1791)
- Doris albescens Schultz in Philippi, 1836; sinonimo di Felimida purpurea (Risso in Guérin, 1831)
- Doris albopunctata J. G. Cooper, 1863; sinonimo di Doriopsilla albopunctata (J. G. Cooper, 1863)
- Doris albopustulosa Pease, 1860; sinonimo di Goniobranchus albopustulosus (Pease, 1860)
- Doris amabilis Kelaart, 1859; sinonimo di Chromodoris aspersa (Gould, 1852)
- Doris angustipes Mörch, 1863; sinonimo di Platydoris angustipes (Mörch, 1863)
- Doris apiculata Alder & Hancock, 1864; sinonimo di Sclerodoris apiculata (Alder & Hancock, 1864)
- Doris arborescens Müller O.F., 1776; sinonimo di Dendronotus frondosus (Ascanius, 1774)
- Doris arbutus Angas, 1864; sinonimo di Rostanga arbutus (Angas, 1864)
- Doris areolata Alder & Hancock, 1864; sinonimo di Dendrodoris areolata (Alder & Hancock, 1864)
- Doris areolata Stuwitz, 1836; sinonimo di Doris pseudoargus Rapp, 1827
- Doris argo Linnaeus, 1767; sinonimo di Platydoris argo (Linnaeus, 1767)
- Doris aspera Alder & Hancock, 1842; sinonimo di Onchidoris muricata (O. F. Müller, 1776)
- Doris aspersa Gould, 1852; sinonimo di Chromodoris aspersa (Gould, 1852)
- Doris atrata Kelaart, 1858; sinonimo di Dendrodoris fumata (Rüppell & Leuckart, 1830)
- Doris atromarginata Cuvier, 1804; sinonimo di Doriprismatica atromarginata (Cuvier, 1804)
- Doris atroviridis Kelaart, 1858; sinonimo di Dendrodoris nigra (Stimpson, 1855)
- Doris aurantiaca Eliot, 1913; sinonimo di Doris granulosa (Pease, 1860)
- Doris aurea Quoy & Gaimard, 1832; sinonimo di Dendrodoris aurea (Quoy & Gaimard, 1832); sinonimo di Doriopsilla aurea (Quoy & Gaimard, 1832)
- Doris auriculata Müller, 1776; sinonimo di Facelina auriculata (Müller, 1776)
- Doris aurita Gould, 1852; sinonimo di Gymnodoris aurita (Gould, 1852)
- Doris barnardi Collingwood, 1868; sinonimo di Chromodoris barnardi (Collingwood, 1868) (species inquirenda)
- Doris barvicensis Johnston, 1838; sinonimo di Goniodoris nodosa (Montagu, 1808)
- Doris beaumonti Farran, 1903; sinonimo di Diaphorodoris luteocincta (M. Sars, 1870)
- Doris bifida Montagu, 1815; sinonimo di Hermaea bifida (Montagu, 1815)
- Doris bifida Verrill, 1870; sinonimo di Acanthodoris pilosa (Abildgaard in Müller, 1789)
- Doris bilamellata Linnaeus, 1767; sinonimo di Onchidoris bilamellata (Linnaeus, 1767)
- Doris biscayensis P. Fischer, 1872; sinonimo di Doris verrucosa Linnaeus, 1758
- Doris bistellata Verrill, 1900; sinonimo di Aphelodoris antillensis Bergh, 1879
- Doris bodoensis Gunnerus, 1770; sinonimo di Aeolidia papillosa (Linnaeus, 1761)
- Doris branchialis Rathke, 1806; sinonimo di Favorinus branchialis (Rathke, 1806)
- Doris britannica Johnston, 1838; sinonimo di Doris pseudoargus Rapp, 1827
- Doris caerulea Montagu, 1804; sinonimo di Cuthona caerulea (Montagu, 1804)
- Doris caerulea Risso, 1826; sinonimo di Felimare villafranca (Risso, 1818)
- Doris calcarae Vérany, 1846; sinonimo di Felimare picta (Schultz in Philippi, 1836)
- Doris canariensis d'Orbigny, 1839; sinonimo di Platydoris argo (Linnaeus, 1767)
- Doris carbunculosa Kelaart, 1858; sinonimo di Dendrodoris carbunculosa (Kelaart, 1858)
- Doris cardinalis Gould, 1852; sinonimo di Hexabranchus sanguineus (Rüppell & Leuckart, 1830)
- Doris carinata Quoy & Gaimard, 1832; sinonimo di Atagema carinata (Quoy & Gaimard, 1832)
- Doris carneola Angas, 1864; sinonimo di Doriopsilla carneola (Angas, 1864)
- Doris castanea Kelaart, 1858; sinonimo di Sclerodoris tuberculata Eliot, 1904
- Doris clavigera O. F. Müller, 1776; sinonimo di Limacia clavigera (O. F. Müller, 1776)
- Doris coccinea Forbes, 1848; sinonimo di Rostanga rubra (Risso, 1818)
- Doris coerulea Risso, 1818; sinonimo di Felimare villafranca (Risso, 1818)
- Doris complanata Verrill, 1880; sinonimo di Geitodoris planata (Alder & Hancock, 1846)
- Doris concinna Alder & Hancock, 1864; sinonimo di Montereina concinna (Alder & Hancock, 1864)
- Doris cornuta Rathke, 1806; sinonimo di Polycera quadrilineata (O. F. Müller, 1776)
- Doris coronata Gmelin, 1791; sinonimo di Doto coronata (Gmelin, 1791)
- Doris crucis Ørsted in Mörch, 1863; sinonimo di Discodoris crucis (Ørsted in Mörch, 1863) (nomen dubium)
- Doris cruenta Quoy & Gaimard, 1832; sinonimo di Platydoris cruenta (Quoy & Gaimard, 1832)
- Doris debilis Pease, 1871; sinonimo di Dendrodoris nigra (Stimpson, 1855)
- Doris decora Pease, 1860; sinonimo di Goniobranchus decorus (Pease, 1860)
- Doris delicata Abraham, 1877; sinonimo di Tyrinna delicata (Abraham, 1877)
- Doris denisoni Angas, 1864; sinonimo di Dendrodoris krusensternii (Gray, 1850)
- Doris depressa Alder & Hancock, 1842; sinonimo di Onchidoris depressa (Alder & Hancock, 1842)
- Doris derelicta P. Fischer, 1867; sinonimo di Doris verrucosa Linnaeus, 1758
- Doris diaphana Alder & Hancock, 1845; sinonimo di Onchidoris muricata (O. F. Müller, 1776)
- Doris dorsalis Gould, 1852; sinonimo di Mexichromis lemniscata (Quoy & Gaimard, 1832)
- Doris elegans Cantraine, 1835; sinonimo di Felimare picta (Schultz in Philippi, 1836)
- Doris elegantula Philippi, 1844; sinonimo di Felimida elegantula (Philippi, 1844)
- Doris ellioti Alder & Hancock, 1864; sinonimo di Platydoris ellioti (Alder & Hancock, 1864)
- Doris elongata Thompson W., 1840; sinonimo di Goniodoris nodosa (Montagu, 1808)
- Doris eolida Quoy & Gaimard, 1832; sinonimo di Okenia eolida (Quoy & Gaimard, 1832)
- Doris eubalia Fischer P., 1872; sinonimo di Doris sticta (Iredale & O'Donoghue, 1923)
- Doris fasciculata Gmelin, 1791; sinonimo di Fiona pinnata (Eschscholtz, 1831)
- Doris fidelis Kelaart, 1858; sinonimo di Goniobranchus fidelis (Kelaart, 1858)
- Doris fimbriata Delle Chiaje, 1841; sinonimo di Kaloplocamus ramosus (Cantraine, 1835)
- Doris flammulatus Quoy & Gaimard, 1832; sinonimo di Hexabranchus sanguineus (Rüppell & Leuckart, 1830)
- Doris flava Montagu, 1804; sinonimo di Polycera quadrilineata (O. F. Müller, 1776)
- Doris flavipes Leuckart, 1828; sinonimo di Doris pseudoargus Rapp, 1827
- Doris flemingi Forbes, 1838; sinonimo di Acanthodoris pilosa (Abildgaard in Müller, 1789)
- Doris flemingii Forbes, 1838; sinonimo di Acanthodoris pilosa (Abildgaard in Müller, 1789)
- Doris fontainei Hupé, 1854; sinonimo di Doris fontainii d'Orbigny, 1837
- Doris formosa Alder & Hancock, 1864; sinonimo di Platydoris formosa (Alder & Hancock, 1864)
- Doris fragilis Alder & Hancock, 1864; sinonimo di Sebadoris fragilis (Alder & Hancock, 1864)
- Doris fumata Rüppell & Leuckart, 1830; sinonimo di Dendrodoris fumata (Rüppell & Leuckart, 1830)
- Doris funebris Kelaart, 1859; sinonimo di Jorunna funebris (Kelaart, 1859)
- Doris fusca Müller, 1776; sinonimo di Onchidoris bilamellata (Linnaeus, 1767)
- Doris glabella Bergh, 1907; sinonimo di Discodoris glabella (Bergh, 1907)
- Doris glabra Friele & Hansen, 1876; sinonimo di Cadlina glabra (Friele & Hansen, 1876)
- Doris gleniei Kelaart, 1858; sinonimo di Goniobranchus gleniei (Kelaart, 1858)
- Doris gracilis Rapp, 1827; sinonimo di Felimare villafranca (Risso, 1818)
- Doris grandiflora Rapp, 1827; sinonimo di Dendrodoris grandiflora (Rapp, 1827)
- Doris granulata Ehrenberg, 1831; sinonimo di Sebadoris fragilis (Alder & Hancock, 1864)
- Doris grisea Kelaart, 1858; sinonimo di Dendrodoris grisea (Kelaart, 1858)
- Doris guttata Risso, 1826; sinonimo di Dendrodoris grandiflora (Rapp, 1827)
- Doris hispida d'Orbigny, 1834; sinonimo di Diaulula hispida (d'Orbigny, 1834)
- Doris humberti Kelaart, 1858; sinonimo di Glossodoris humberti (Kelaart, 1858)
- Doris illuminata Gould, 1841; sinonimo di Palio dubia (M. Sars, 1829)
- Doris impudica Rüppell & Leuckart, 1830; sinonimo di Gymnodoris impudica (Rüppell & Leuckart, 1830)
- Doris incii Gray, 1850; sinonimo di Halgerda willeyi Eliot, 1904
- Doris inconspicua Alder & Hancock, 1851; sinonimo di Onchidoris inconspicua (Alder & Hancock, 1851)
- Doris infravalvata Abraham, 1877; sinonimo di Platydoris argo (Linnaeus, 1767)
- Doris infucata Rüppell & Leuckart, 1830; sinonimo di Hypselodoris infucata (Rüppell & Leuckart, 1830)
- Doris johnstoni Alder & Hancock, 1845; sinonimo di Jorunna tomentosa (Cuvier, 1804)
- Doris krohni Vérany, 1846; sinonimo di Felimida krohni (Vérany, 1846)
- Doris labifera Abraham, 1877; sinonimo di Montereina labifera (Abraham, 1877)
- Doris lacera Cuvier, 1804; sinonimo di Hexabranchus sanguineus (Rüppell & Leuckart, 1830)
- Doris laevis Linnaeus, 1767; sinonimo di Cadlina laevis (Linnaeus, 1767)
- Doris laevis Gray M.E., 1850; sinonimo di Acanthodoris pilosa (Abildgaard in Müller, 1789)
- Doris lanuginata Abraham, 1877; sinonimo di Alloiodoris lanuginata (Abraham, 1877)
- Doris lemniscata Quoy & Gaimard, 1832; sinonimo di Mexichromis lemniscata (Quoy & Gaimard, 1832)
- Doris leuckarti Delle Chiaje, 1841; sinonimo di Doris pseudoargus Rapp, 1827
- Doris leuckartii Delle Chiaje, 1841; sinonimo di Doris pseudoargus Rapp, 1827
- Doris lilacina Gould, 1852; sinonimo di Tayuva lilacina (Gould, 1852)
- Doris limbata Cuvier, 1804; sinonimo di Dendrodoris limbata (Cuvier, 1804)
- Doris lineolata van Hasselt, 1824; sinonimo di Chromodoris lineolata (van Hasselt, 1824)
- Doris longicornis Montagu, 1808; sinonimo di Facelina auriculata (Müller, 1776)
- Doris loveni Alder & Hancock, 1862; sinonimo di Adalaria loveni (Alder & Hancock, 1862)
- Doris luctuosa Cheeseman, 1882; sinonimo di Aphelodoris luctuosa (Cheeseman, 1882)
- Doris lugubris Ehrenberg, 1831; sinonimo di Dendrodoris limbata (Cuvier, 1804)
- Doris luteocincta M. Sars, 1870; sinonimo di Diaphorodoris luteocincta (M. Sars, 1870)
- Doris luteorosea Rapp, 1827; sinonimo di Felimida luteorosea (Rapp, 1827)
- Doris lutescens Delle Chiaje in Verany, 1846; sinonimo di Felimare picta (Schultz in Philippi, 1836)
- Doris maccarthyi Kelaart, 1859; sinonimo di Doriprismatica atromarginata (Cuvier, 1804)
- Doris maculata Montagu, 1804; sinonimo di Doto maculata (Montagu, 1804)
- Doris maculata Garstang, 1896; sinonimo di Doris sticta (Iredale & O'Donoghue, 1923)
- Doris magnifica Quoy & Gaimard, 1832; sinonimo di Chromodoris magnifica (Quoy & Gaimard, 1832)
- Doris marginata Montagu, 1804; sinonimo di Cadlina laevis (Linnaeus, 1767)
- Doris marginata Pease, 1860; sinonimo di Goniobranchus verrieri (Crosse, 1875)
- Doris marginata Quoy & Gaimard, 1832; sinonimo di Hexabranchus sanguineus (Rüppell & Leuckart, 1830)
- Doris marginatus Quoy & Gaimard, 1832; sinonimo di Hexabranchus sanguineus (Rüppell & Leuckart, 1830)
- Doris mariei Crosse, 1875; sinonimo di Dendrodoris nigra (Stimpson, 1855)
- Doris marplatensis Franceschi, 1928; sinonimo di Polycera quadrilineata (O. F. Müller, 1776)
- Doris maura Forbes, 1840; sinonimo di Aegires punctilucens (d'Orbigny, 1837)
- Doris mera Alder & Hancock, 1844; sinonimo di Archidoris pseudoargus (Rapp, 1827); sinonimo di Doris pseudoargus Rapp, 1827
- Doris millegrana Alder & Hancock, 1854; sinonimo di Aporodoris millegrana (Alder & Hancock, 1854)
- Doris muricata O. F. Müller, 1776; sinonimo di Onchidoris muricata (O. F. Müller, 1776)
- Doris murrea Abraham, 1877; sinonimo di Peltodoris murrea (Abraham, 1877)
- Doris muscula Abraham, 1877; sinonimo di Rostanga muscula (Abraham, 1877)
- Doris nardi Vérany, 1846; sinonimo di Felimare picta (Schultz in Philippi, 1836)
- Doris nardii Vérany, 1846; sinonimo di Felimare picta (Schultz in Philippi, 1836)
- Doris natalensis Krauss, 1848; sinonimo di Discodoris natalensis (Krauss, 1848)
- Doris nigra Stimpson, 1855; sinonimo di Dendrodoris nigra (Stimpson, 1855)
- Doris nigricans Fleming, 1820; sinonimo di Acanthodoris pilosa (Abildgaard in Müller, 1789)
- Doris nigricans Otto, 1823; sinonimo di Dendrodoris limbata (Cuvier, 1804)
- Doris nodosa Montagu, 1808; sinonimo di Goniodoris nodosa (Montagu, 1808)
- Doris nodulosa Angas, 1864; sinonimo di Hoplodoris nodulosa (Angas, 1864)
- Doris nubilosa Pease, 1871; sinonimo di Sebadoris nubilosa (Pease, 1871)
- Doris oblonga Alder & Hancock, 1845; sinonimo di Onchidoris oblonga (Alder & Hancock, 1845)
- Doris obsoleta Rüppell & Leuckart, 1830; sinonimo di Goniobranchus obsoletus (Rüppell & Leuckart, 1830)
- Doris obvelata Müller O.F., 1776; sinonimo di Cadlina laevis (Linnaeus, 1767)
- Doris obvelata Johnston, 1838; sinonimo di Jorunna tomentosa (Cuvier, 1804)
- Doris orbignyi H. Adams & A. Adams, 1858; sinonimo di Montereina punctifera (Abraham, 1877)
- Doris ornata Ehrenberg, 1831; sinonimo di Atagema ornata (Ehrenberg, 1831)
- Doris ornata (d'Orbigny, 1837); sinonimo di Polycera quadrilineata (O. F. Müller, 1776)
- Doris orsinii Vérany, 1846; sinonimo di Felimare orsinii (Vérany, 1846)
- Doris osseosa Kelaart, 1859; sinonimo di Atagema osseosa (Kelaart, 1859)
- Doris pallida Rüppell & Leuckart, 1830; sinonimo di Glossodoris pallida (Rüppell & Leuckart, 1830)
- Doris pantherina Angas, 1864; sinonimo di Jorunna pantherina (Angas, 1864)
- Doris pardalis Alder & Hancock, 1864; sinonimo di Montereina pardalis (Alder & Hancock, 1864)
- Doris pareti Vérany, 1846; sinonimo di Goniodoris castanea Alder & Hancock, 1845
- Doris pasini Vérany, 1846; sinonimo di Felimare villafranca (Risso, 1818)
- Doris pecten Collingwood, 1881; sinonimo di Doris granulosa (Pease, 1860)
- Doris peculiaris Abraham, 1877; sinonimo di Doriopsilla peculiaris (Abraham, 1877)
- Doris pedata Montagu, 1815; sinonimo di Flabellina pedata (Montagu, 1815)
- Doris pellucida Risso, 1826; sinonimo di Cadlina pellucida (Risso, 1826)
- Doris pennigera Montagu, 1815; sinonimo di Thecacera pennigera (Montagu, 1815)
- Doris peregrina Gmelin, 1791; sinonimo di Cratena peregrina (Gmelin, 1791)
- Doris perplexa Bergh, 1907; sinonimo di Discodoris perplexa (Bergh, 1907)
- Doris peruviana d'Orbigny, 1837; sinonimo di Baptodoris peruviana (d'Orbigny, 1837)
- Doris petechialis Gould, 1852; sinonimo di Goniobranchus petechialis (Gould, 1852)
- Doris philippii Weinkauff, 1873; sinonimo di Jorunna tomentosa (Cuvier, 1804)
- Doris picta Schultz in Philippi, 1836; sinonimo di Felimare picta (Schultz in Philippi, 1836)
- Doris picturata Ehrenberg, 1831; sinonimo di Hypselodoris picturata (Ehrenberg, 1831)
- Doris pilosa Abildgaard in Müller, 1789; sinonimo di Acanthodoris pilosa (Abildgaard in Müller, 1789)
- Doris pinnatifida Montagu, 1804; sinonimo di Doto pinnatifida (Montagu, 1804)
- Doris piraini Vérany, 1846; sinonimo di Felimida purpurea (Risso in Guérin, 1831)
- Doris planata Alder & Hancock, 1846; sinonimo di Geitodoris planata (Alder & Hancock, 1846)
- Doris planulata Stimpson, 1853; sinonimo di Cadlina laevis (Linnaeus, 1767)
- Doris porri Vérany, 1846; sinonimo di Paradoris indecora (Bergh, 1881)
- Doris preciosa Kelaart, 1858; sinonimo di Goniobranchus preciosus (Kelaart, 1858)
- Doris prismatica Pease, 1860; sinonimo di Glossodoris prismatica (Pease, 1860)
- Doris propinquata Pease, 1860; sinonimo di Goniobranchus vibratus (Pease, 1860)
- Doris proxima Alder & Hancock, 1854; sinonimo di Adalaria proxima (Alder & Hancock, 1854)
- Doris pseudida Bergh, 1907; sinonimo di Discodoris pseudida (Bergh, 1907)
- Doris pulchella Rüppell & Leuckart, 1830; sinonimo di Hypselodoris pulchella (Rüppell & Leuckart, 1830)
- Doris pulchella Aradas, 1847; sinonimo di Doris bicolor (Bergh, 1884)
- Doris pulcherrima Cantraine, 1835; sinonimo di Felimare villafranca (Risso, 1818)
- Doris punctata d'Orbigny, 1839; sinonimo di Montereina punctifera (Abraham, 1877)
- Doris punctifera Abraham, 1877; sinonimo di Montereina punctifera (Abraham, 1877)
- Doris punctulifera Bergh, 1874; sinonimo di Chromodoris aspersa (Gould, 1852)
- Doris punctuolata d'Orbigny, 1837; sinonimo di Diaulula punctuolata (d'Orbigny, 1837)
- Doris purpurea Risso in Guérin, 1831; sinonimo di Felimida purpurea (Risso in Guérin, 1831)
- Doris pusilla Alder & Hancock, 1845; sinonimo di Onchidoris pusilla (Alder & Hancock, 1845)
- Doris pustulata Abraham, 1877; sinonimo di Hoplodoris nodulosa (Angas, 1864)
- Doris pustulosa Cuvier, 1804; sinonimo di Ceratosoma pustulosum (Cuvier, 1804)
- Doris quadrangulata Jeffreys, 1869; sinonimo di Acanthodoris pilosa (Abildgaard in Müller, 1789)
- Doris quadricolor Rüppell & Leuckart, 1830; sinonimo di Chromodoris quadricolor (Rüppell & Leuckart, 1830)
- Doris quadricornis Montagu, 1815; sinonimo di Okenia aspersa (Alder & Hancock, 1845)
- Doris quadrilineata O. F. Müller, 1776; sinonimo di Polycera quadrilineata (O. F. Müller, 1776)
- Doris radiata Gmelin, 1791; sinonimo di Glaucus atlanticus Forster, 1777
- Doris ramosa Cantraine, 1835; sinonimo di Kaloplocamus ramosus (Cantraine, 1835)
- Doris rappi Cantraine, 1841; sinonimo di Dendrodoris limbata (Cuvier, 1804)
- Doris raripilosa Abraham, 1877; sinonimo di Asteronotus raripilosus (Abraham, 1877)
- Doris repanda Alder & Hancock, 1842; sinonimo di Cadlina laevis (Linnaeus, 1767)
- Doris reticulata Quoy & Gaimard, 1832; sinonimo di Goniobranchus reticulatus (Quoy & Gaimard, 1832)
- Doris reticulata Schultz in Philippi, 1836; sinonimo di Doriopsilla areolata Bergh, 1880
- Doris rocinela Leach, 1852; sinonimo di Acanthodoris pilosa (Abildgaard in Müller, 1789)
- Doris rubra Kelaart, 1858; sinonimo di Dendrodoris fumata (Rüppell & Leuckart, 1830)
- Doris rubra Risso, 1818; sinonimo di Rostanga rubra (Risso, 1818)
- Doris rubrilineata Pease, 1871; sinonimo di Dendrodoris nigra (Stimpson, 1855)
- Doris sandiegensis J. G. Cooper, 1863; sinonimo di Diaulula sandiegensis (J. G. Cooper, 1863)
- Doris sandwichensis Eydoux & Souleyet, 1852; sinonimo di Hexabranchus sanguineus (Rüppell & Leuckart, 1830)
- Doris sanguinea Rüppell & Leuckart, 1830; sinonimo di Hexabranchus sanguineus (Rüppell & Leuckart, 1830)
- Doris scacchi Delle Chiaje, 1830; sinonimo di Felimare picta (Schultz in Philippi, 1836)
- Doris schembrii Vérany, 1846; sinonimo di Doris pseudoargus Rapp, 1827
- Doris schmeltziana Bergh, 1875; sinonimo di Discodoris schmeltziana (Bergh, 1875)
- Doris schultzii Delle Chiaje, 1841; sinonimo di Felimare villafranca (Risso, 1818)
- Doris setigera Rapp, 1827; sinonimo di Dendrodoris limbata (Cuvier, 1804)
- Doris sibirica Aurivillius, 1887; sinonimo di Calycidoris guentheri Abraham, 1876
- Doris similis Alder & Hancock, 1842; sinonimo di Acanthodoris pilosa (Abildgaard in Müller, 1789)
- Doris sinuata van Hasselt, 1824; sinonimo di Miamira sinuata (van Hasselt, 1824)
- Doris sismondae Vérany, 1846; sinonimo di Dendrodoris limbata (Cuvier, 1804)
- Doris sordida Quoy & Gaimard, 1832; sinonimo di Sebadoris fragilis (Alder & Hancock, 1864)
- Doris sordida Pease, 1871; sinonimo di Dendrodoris nigra (Stimpson, 1855)
- Doris sordida Rüppell & Leuckart, 1830; sinonimo di Sebadoris fragilis (Alder & Hancock, 1864)
- Doris sordidata Abraham, 1877; sinonimo di Sebadoris fragilis (Alder & Hancock, 1864)
- Doris sparsa Alder & Hancock, 1846; sinonimo di Onchidoris sparsa (Alder & Hancock, 1846)
- Doris speciosa Abraham, 1877; sinonimo di Platydoris ellioti (Alder & Hancock, 1864)
- Doris sponsa Ehrenberg, 1831; sinonimo di Chromodoris sponsa (Ehrenberg, 1831)
- Doris stellata Gmelin, 1791; sinonimo di Acanthodoris pilosa (Abildgaard in Müller, 1789)
- Doris stragulata Abraham, 1877; sinonimo di Sebadoris fragilis (Alder & Hancock, 1864)
- Doris striata Kelaart, 1858; sinonimo di Platydoris striata (Kelaart, 1858)
- Doris sublaevis Thompson, 1840; sinonimo di Acanthodoris pilosa (Abildgaard in Müller, 1789)
- Doris subquadrata Alder & Hancock, 1845; sinonimo di Acanthodoris pilosa (Abildgaard in Müller, 1789)
- Doris subtumida Abraham, 1877; sinonimo di Platydoris argo (Linnaeus, 1767)
- Doris sumptuosa Gould, 1852; sinonimo di Hexabranchus sanguineus (Rüppell & Leuckart, 1830)
- Doris superba Gould, 1852; sinonimo di Hexabranchus sanguineus (Rüppell & Leuckart, 1830)
- Doris tenera O. G. Costa; sinonimo di Felimare villafranca (Risso, 1818)
- Doris tennentana Kelaart, 1859; sinonimo di Goniobranchus tennentanus (Kelaart, 1859)
- Doris testudinaria Risso, 1826; sinonimo di Geitodoris planata (Alder & Hancock, 1846)
- Doris tinctoria Rüppell & Leuckart, 1830; sinonimo di Goniobranchus tinctorius (Rüppell & Leuckart, 1830)
- Doris tomentosa Cuvier, 1804; sinonimo di Jorunna tomentosa (Cuvier, 1804)
- Doris tricolor Cantraine, 1835; sinonimo di Felimare tricolor (Cantraine, 1835)
- Doris trifida J.E. Gray, 1850; sinonimo di Ceratosoma trilobatum (J.E. Gray, 1827)
- Doris trilobata J.E. Gray, 1827; sinonimo di Ceratosoma trilobatum (J.E. Gray, 1827)
- Doris tristis Alder & Hancock, 1864; sinonimo di Atagema tristis (Alder & Hancock, 1864)
- Doris tuberculosa Quoy & Gaimard, 1832; sinonimo di Dendrodoris tuberculosa (Quoy & Gaimard, 1832)
- Doris ulidiana Thompson W., 1845; sinonimo di Onchidoris muricata (O. F. Müller, 1776)
- Doris valenciennesi Cantraine, 1841; sinonimo di Felimare picta (Schultz in Philippi, 1836)
- Doris varia Abraham, 1877; sinonimo di Aphelodoris varia (Abraham, 1877)
- Doris variabilis Angas, 1864; sinonimo di Aphelodoris varia (Abraham, 1877)
- Doris variolata d'Orbigny, 1837; sinonimo di Diaulula variolata (d'Orbigny, 1837)
- Doris vermicelli Gould, 1852; sinonimo di Diaulula variolata (d'Orbigny, 1837)
- Doris vermigera Turton, 1807; sinonimo di Aeolidia papillosa (Linnaeus, 1761)
- Doris vestita Abraham, 1877; sinonimo di Diaulula punctuolata (d'Orbigny, 1837)
- Doris vibrata Pease, 1860; sinonimo di Goniobranchus vibratus (Pease, 1860)
- Doris villae Vérany, 1846; sinonimo di Felimare villafranca (Risso, 1818)
- Doris villafranca Risso, 1818; sinonimo di Felimare villafranca (Risso, 1818)
- Doris villosa Alder & Hancock, 1864; sinonimo di Thordisa villosa (Alder & Hancock, 1864)
- Doris virescens Risso, 1826; sinonimo di Dendrodoris limbata (Cuvier, 1804)
- Doris xantholeuca Ehrenberg, 1831; sinonimo di Glossodoris pallida (Rüppell & Leuckart, 1830)
- Doris zetlandica Alder & Hancock, 1854; sinonimo di Aldisa zetlandica (Alder & Hancock, 1854)